# ジョシュ・ラーセン
ジョシュ・ラーセン（Josh Larsen、1994年4月4日 - ）は、メジャーリーグラグビー、ニューイングランド・フリージャックスに所属するラグビー選手。

## プロフィール
- カナダ・ナナイモ出身[1]
- ポジションはロック(LO)。
- 身長 183cm、体重 102kg
- U20カナダ代表に選ばれたことがある[2]。
- カナダ代表キャップは15（2025年4月現在）。

## 略歴
ノースランド、オタゴ、オースティン・エリートを経て、2020年、ニューイングランド・フリージャックスに加入。 
2019年9月、ラグビーワールドカップ2019のカナダ代表に選ばれるもテストマッチで負傷して離脱。